# Gino van Kessel
Gino van Kessel (Alkmaar, 9 maart 1993) is een Nederlands-Curaçaos voetballer die bij voorkeur als aanvaller speelt. Hij debuteerde in 2015 in het Curaçaos voetbalelftal.

## Clubcarrière
Van Kessel speelde in de jeugd voor Kolping Boys, SV Vrone, Stormvogels Telstar en van 2008 tot 2012 voor AZ. Daar werd hij in zijn laatste jaar topscorer van de eredivisie voor A-junioren, met 29 doelpunten in 26 wedstrijden. Van Kessel speelde vanaf 2012 voor Ajax.

### Verhuur aan Almere City FC
In januari 2013 werd bekendgemaakt dat Van Kessel voor de rest van het seizoen verhuurd werd aan Almere City FC om ervaring op te doen in het betaald voetbal. Op 18 januari 2013 maakte hij zijn debuut voor Almere, in een thuiswedstrijd tegen Helmond Sport (0–1 verlies). Op 15 februari 2013 maakte Van Kessel zijn eerste doelpunt in het betaald voetbal in een uitwedstrijd bij SC Veendam (3–1 verlies). Met Almere City eindigde hij op een dertiende plaats. Tijdens zijn verhuurperiode kwam hij tien keer in actie en maakte hij één doelpunt.

### Terugkeer naar AFC Ajax
Op 15 mei 2013 werd bekendgemaakt dat Van Kessel terug zou keren bij Ajax. Hij zou met de A1 van Ajax gaan deelnemen aan de Copa Amsterdam. Op deze Copa Amsterdam kwam Van Kessel met Ajax A1 niet verder dan de groepsfase. Hij speelde alle drie de duels in de groepsfase en de wedstrijd om de 5e/6e plaats tegen Tottenham Hotspur. Hij scoorde in totaal vier keer en werd daarmee voor het tweede jaar op rij Topscorer en Beste Spits van het Copa Amsterdam-toernooi.

### Verhuur aan AS Trenčín
Op 14 juli 2013 meldde Van Kessel op zijn persoonlijke Twitter-account dat hij voor een half jaar werd verhuurd aan de Slowaakse club van Tscheu La Ling, AS Trenčín, waar Ajax een samenwerkingsverband mee heeft. Op 17 juli 2013 bevestigde Ajax dit. Op 18 juli 2013 zat Van Kessel voor het eerst op de bank bij AS Trenčín, tijdens een voorrondewedstrijd voor de UEFA Europa League, uit bij IFK Göteborg (0–0). Op 21 juli 2013 maakte hij zijn debuut voor Trenčín. In een competitie wedstrijd uit bij Spartak Trnava (2–1 verlies) begon hij in de basis. na een uur werd hij vervangen. Op 8 augustus 2013 maakte Van Kessel zijn Europese debuut in een wedstrijd in de derde voorronde van de UEFA Europa League. Uit bij Astra Ploiești kwam hij in de 61e minuut in het veld voor Karol Mondek . In de 88e minuut scoorde Van Kessel zijn eerste officiële doelpunt voor Trenčín. De wedstrijd eindigde in 2–2, wat niet voldoende was om uitschakeling te voorkomen. Zijn eerste competitiedoelpunt maakte Van Kessel op 11 augustus 2013 in de thuiswedstrijd tegen DAC 1904 Dunajská Streda scoorde hij in de 65e minuut de 6–0 dit was tevens de eindstand.
Nadat Van Kessel kortstondig terugkeerde bij Ajax na afloop van de eerste seizoenshelft bij AS Trenčín, werd op 31 januari 2014 bekendgemaakt dat Van Kessel ook de tweede seizoenshelft voor Trenčín ging uitkomen.
Op 29 juni 2014 maakte Austria Wien bekend op haar website dat Van Kessel op proef zou komen. Hij speelde op 5 juli 2014 mee in een vriendschappelijke wedstrijd tegen LASK Linz. Een dag later maakte Austria Wien bekend Van Kessel niet te contracteren.

### AC Arles-Avignon
Op 28 augustus 2014 werd bekendgemaakt dat Ajax met AC Arles-Avignon overeenstemming had bereikt over een directe transfer van Van Kessel. Zijn officiële debuut maakte van Kessel op 29 augustus 2014 in de Ligue 2 uitwedstrijd tegen Nîmes Olympique die eindigde in 2–2. Van Kessel verving in de 63e minuut Teji Savanier. Daar liet hij in december zijn contract ontbinden. In februari 2015 keerde hij terug bij AS Trenčín.

### Terugkeer bij AS Trenčín
Met Trenčín wist Van Kessel beslag te leggen op de eerste Slowaakse beker in de historie van de club. In de finale werd FK Senica met strafschoppen verslagen. Van Kessel was in deze wedstrijd 1 maal trefzeker. Op 20 mei 2015 werd, zonder zelf te spelen, Van Kessel met Trenčín eveneens voor de eerste maal kampioen van Slowakije. Een dag eerder was Van Kessel matchwinner in de uitwedstrijd bij Dukla Banská Bystrica die met 1–0 werd gewonnen. Op 29 april 2016 wist Van Kessel met Trenčín voor de tweede maal op rij de Slowaakse beker te winnen. In de finale had hij met twee doelpunten een belangrijke bijdrage bij de 3–1 winst op Slovan Bratislava. Ook werd hij 8 mei 2016 voor het tweede jaar op rij kampioen door met 4–0 van opnieuw Slovan Bratislava te winnen. Hiermee verzekerde Van Kessel zich voor het tweede jaar op rij van de dubbel. In de kampioenswedstrijd was hij tweemaal trefzeker. In het seizoen 2015/16 was Van Kessel goed voor zeventien doelpunten in 33 competitiewedstrijden. Hiermee werd hij topscorer van de Fortuna Liga 2015/16.

### Slavia Praag
Van Kessel tekende in juli 2016 een contract tot en met 30 juni 2019 bij Slavia Praag, de nummer twee van de Synot liga in het voorgaande seizoen. Van Kessel maakte op 21 juli 2016 zijn officiële debuut voor Slavia Praag in de derde voorronde van de Europa League. Op die dag speelde Slavia Praag een thuiswedstrijd tegen Levadia Tallinn uit Letland. Van Kessel was na ruim een uur spelen verantwoordelijk voor de 2–0, wat tevens de eindstand was. Begin 2017 werd hij tot het einde van het seizoen 2016/17 verhuurd aan het Poolse Lechia Gdańsk. In het seizoen 2017/18 speelt Van Kessel op huurbasis voor het Engelse Oxford United in de League One.
Hij verruilde in augustus 2019 KSV Roeselare voor FC Spartak Trnava dat hem in het seizoen 2019/20 verhuurd aan AS Trenčín. Vanaf januari 2020 nam Trenčín hem definitief over.

### Olympiakos Nicosia en Dalkurd
In juli 2020 vertrok Van Kessel voor twee seizoenen naar Olympiakos Nicosia. In maart 2021 werd zijn contract beëindigd. Hierna was hij actief als klusjesman.
In augustus 2021 ging hij naar het Zweedse Dalkurd FF dat uitkomt in de Ettan.

## Carrièrestatistieken
| Seizoen         | Club                    |                    | Competitie         | Competitie | Competitie | Beker | Beker | Internationaal | Internationaal | Overig | Overig | Totaal | Totaal |
| Seizoen         | Club                    | Wed.               | Competitie         | Dlp.       | Wed.       | Dlp.  | Wed.  | Dlp.           | Wed.           | Dlp.   | Wed.   | Dlp.   |        |
| --------------- | ----------------------- | ------------------ | ------------------ | ---------- | ---------- | ----- | ----- | -------------- | -------------- | ------ | ------ | ------ | ------ |
| 2012/13         | → Almere City FC (huur) | Vlag van Nederland | Eerste divisie     | 10         | 1          | 0     | 0     | —              | —              | —      | —      | 10     | 1      |
| 2013/14         | → AS Trenčín (huur)     | Vlag van Slowakije | Corgoň Liga        | 25         | 10         | 1     | 0     | 1              | 1              | —      | —      | 27     | 11     |
| 2014/15         | AC Arles-Avignon        | Vlag van Frankrijk | Ligue 2            | 14         | 2          | 3     | 1     | —              | —              | —      | —      | 17     | 3      |
| 2014/15         | AS Trenčín              | Vlag van Slowakije | Fortuna Liga       | 14         | 6          | 4     | 2     | 0              | 0              | —      | —      | 18     | 8      |
| 2015/16         | AS Trenčín              | Vlag van Slowakije | Fortuna Liga       | 33         | 17         | 5     | 7     | 2              | 0              | —      | —      | 40     | 24     |
| 2016/17         | Slavia Praag            | Vlag van Tsjechië  | ePojisteni.cz liga | 7          | 2          | 0     | 0     | 5              | 1              | 0      | 0      | 12     | 3      |
| 2016/17         | Lechia Gdansk           | Vlag van Polen     | Eskstraklasa       | 3          | 0          | 2     | 0     | 0              | 0              | 0      | 0      | 5      | 0      |
| 2017/18         | Oxford United           | Vlag van Engeland  | League One         | 23         | 3          | 3     | 1     | 0              | 0              | 0      | 0      | 26     | 4      |
| 2018/19         | KSV Roeselare           | Vlag van België    | Proximus League    | 10         | 1          | 0     | 0     | 0              | 0              | 4      | 0      | 14     | 1      |
| 2019/20         | Spartak Trnava          | Vlag van Slowakije | Fortuna Liga       | 2          | 0          | 0     | 0     | 0              | 0              | 2      | 0      | 4      | 0      |
| 2019/20         | AS Trenčín              | Vlag van Slowakije | Fortuna Liga       | 20         | 6          | 5     | 1     | 0              | 0              | 1      | 0      | 26     | 7      |
| 2020/21         | Olympiakos Nicosia      | Vlag van Cyprus    | Protathlima Cyta   | 20         | 3          | 0     | 0     | 0              | 0              | 0      | 0      | 20     | 3      |
| 2021/22         | Dalkurd FF              | Vlag van Zweden    | Superettan         | 0          | 0          | 0     | 0     | 0              | 0              | 0      | 0      | 0      | 0      |
| 2022/23         | Gyirmót FC Győr         | Vlag van Hongarije | Nemzeti Bajnokság  | 3          | 0          | 1     | 0     | 0              | 0              | 0      | 0      | 4      | 0      |
| Carrière totaal | Carrière totaal         | Carrière totaal    | Carrière totaal    | 184        | 51         | 24    | 12    | 8              | 2              | 7      | 0      | 223    | 65     |

Bijgewerkt op 2 november 2022.
1 N.B. Dit betreft een clubtotaal, dus een totaal van beide periodes bij AS Trenčín.

## Interlandcarrière
Van Kessel werd door bondscoach Patrick Kluivert opgeroepen in de selectie van Curaçao voor de WK-kwalificatiewedstrijden tegen Cuba. In de heenwedstrijd op 10 juni 2015 die in 0–0 eindigde maakte Van Kessel zijn debuut voor Curaçao, hij verving na 69 minuten Quenten Martinus. Van Kessel werd met Curaçao in de WK-kwalificatie over twee wedstrijden verslagen door El Salvador. Die ploeg wist tweemaal met 1–0 te winnen van Curaçao, waardoor Curaçao zich niet voor het WK 2018 in Rusland wist te plaatsen. Van Kessel speelde in beide wedstrijden tegen El Salvador de volledige 90 minuten.
Op 26 maart 2016 scoorde Van Kessel, in zijn zesde interland voor Curaçao, zijn eerste doelpunt voor de nationale ploeg. Op die dag speelde Curaçao een kwalificatiewedstrijd voor Caribbean Cup 2017 tegen Dominicaanse Republiek. Curaçao wist de wedstrijd met 2–1 te winnen waarmee het zich plaatste voor de tweede ronde. In de tweede ronde won Curaçao overtuigend van zowel Guyana (5–2) en de Amerikaanse Maagdeneilanden (7–0), waardoor het zich plaatste voor de derde ronde. In de wedstrijd tegen Guyana wist Van Kessel tweemaal te scoren en tegen de Amerikaanse Maagdeneilanden wist hij een hattrick te maken. Met Curaçao won Van Kessel op 25 juni 2017 de finale van de Caribbean Cup 2017 door Jamaica met 2–1 te verslaan. Ook nam hij deel aan de CONCACAF Gold Cup 2017.

## Erelijst
| Competitie              |            |                  |            |            |
| Competitie              | Aantal     | Jaren            |            |            |
| AS Trenčin              | AS Trenčin | AS Trenčin       | AS Trenčin | AS Trenčin |
| ----------------------- | ---------- | ---------------- | ---------- | ---------- |
| Fortuna Liga            | 2x         | 2014/15, 2015/16 |            |            |
| Slovenský Pohár         | 2x         | 2014/15, 2015/16 |            |            |
| Slavia Praag            |            |                  |            |            |
| 1. česká fotbalová liga | 1x         | 2016/17          |            |            |

| Competitie    | Winnaar | Winnaar | Runner-up | Runner-up | Derde   | Derde   |
| Competitie    | Aantal  | Jaren   | Aantal    | Jaren     | Aantal  | Jaren   |
| Curaçao       | Curaçao | Curaçao | Curaçao   | Curaçao   | Curaçao | Curaçao |
| ------------- | ------- | ------- | --------- | --------- | ------- | ------- |
| Caribbean Cup | 1x      | 2017    |           |           |         |         |
| King's Cup    | 1x      | 2019    |           |           |         |         |

Persoonlijk
- Team van het Jaar in de Fortuna Liga: 2014/15
- Team van het Jaar in de Fortuna Liga: 2015/16
- Topscorer Fortuna Liga: 2015/16
- Topscorer Slovenský Pohár: 2015/16
- Topscorer Caribbean Cup: 2017

1 Room ·
2 Cuco Martina ·
3 Shermar Martina · 
4 Lachman · 
5 Carolina ·
6 Maria ·
7 Antonia ·
8 Bonevacia ·
9 Benschop ·
10 Bacuna ·
11 Nepomuceno ·
12 Carmelia ·
13 Gaari ·
14 Kastaneer ·
15 Shermaine Martina ·
16 Van Kessel ·
17 Constansia ·
18 Hooi ·
19 Arias ·
20 Vapor ·
21 Statie ·
22 Pieter · 
23 De la Paz · 
Coach: Bicentini